# Arbeitseinsatz in België
Arbeitseinsatz in België was de vaak gedwongen inzet van Belgische werkkrachten in België, Frankrijk en Nazi-Duitsland tijdens de Tweede Wereldoorlog. De werkkrachten in Duitsland werden ook wel 'Duitslandgangers' genoemd. 

## Tewerkstelling
In België was er in mei 1940 omwille van de mobilisatie relatief weinig werkloosheid. Ongeveer 8% van de actieve bevolking had op dat moment geen werk, wat neerkwam op ongeveer 150.000 mensen. Echter deed de demobilisatie van het Belgisch leger en de terugkeer van vluchtelingen uit Frankrijk dit aantal stijgen naar bijna een half miljoen werklozen in augustus 1940. Vanwege het oorlogsgeweld en de capitulatie was het voor veel bedrijven en fabrieken niet mogelijk direct terug op te starten, waardoor veel mensen niet meteen terug aan het werk konden. Daarnaast waren veel directieleden van grote bedrijven eveneens uitgeweken naar Frankrijk en keerden zij slechts met mondjesmaat terug. Ook de grondstoffenschaarste zorgde ervoor dat fabrieken geen volle productie konden draaien.
In juni 1940 werden door de Duitse bezetter plannen opgesteld voor een Arbeitseinsatz (arbeidsinzet) voor de tewerkstelling van Belgische werklozen. Volgens de bezetter dreigde door de hoge werkloosheid een situatie te ontstaan waarin onvrede zou kunnen leiden tot chaos. De werklozen zouden tewerkgesteld worden in België of hadden zij de keuze om vrijwillig naar Duitsland te vertrekken. De arbeidsplaatsen in België werden voornamelijk gecreëerd in de landbouw, mijnbouw en metaalindustrie. Een sterke Belgische economie zou een positief effect kunnen hebben op de Duitse oorlogsbehoefte. De werkloosheid in België daalde door de tewerkstelling van personen naar 40.403 personen in oktober 1940 en daalde verder naar 10.515 werklozen in april 1941. Burgemeesters kregen de bevoegdheid om steuntrekkenden twee volle dagen of vier halve dagen tewerk te stellen, de zogenaamde Pflichtarbeite.
Naast de inzet van werkkrachten in de landbouw, mijnbouw en metaalindustrie werden Belgische werkkrachten ook ingezet bij het bouwen van bruggen en aanleggen van vliegvelden ten behoeve van de Duitse bezetter. Op 1 november 1941 waren er ongeveer 152.000 mensen tewerkgesteld om dit werk uit te voeren.
Van 1940 tot 1942 werden arbeiders uit de provincies Henegouwen en West-Vlaanderen ook tewerkgesteld in Noord-Frankrijk, met name in de regio's rond Duinkerke, Calais, Boulogne en Etaples. Vanaf 1941 werden zijn ook ingezet in Normandië, Bretagne en het binnenland van Frankrijk. In totaal waren dit ongeveer 75.000 tewerkgestelden. Voor de bouw van de Atlantikwall werden zogenaamde 'asociale' of 'ongure elementen' tewerkgesteld. Zij werden omschreven als "personen die tot dusver de voorkeur eraan hebben gegeven op kosten van de werkende bevolking te teren". Dit betrof veelal personen die waren betrapt op illegale handel en smokkel.

### Verplichte tewerkstelling
Vanaf 6 maart 1942 werd de tewerkstelling in België en Frankrijk verplicht. Vanaf oktober 1942 werd dit uitgebreid met een verplichte tewerkstelling in Duitsland. Medio datzelfde jaar was SS- u. SA-SS-Obergruppenführer Fritz Sauckel benoemd tot Generalbevollmächtigter für den Arbeitseinsatz.
Doordat arbeiders na een verlof niet terugkeerden naar Duitsland of de post verlieten voordat hun contract was afgelopen, werden mannen tussen 18 en 50 jaar en ongehuwde vrouwen tussen 21 en 35 jaar door de Militärverwaltung verplicht tewerkgesteld. Dit leidde tot een stroom aan protesten, waardoor er uiteindelijk voor werd gekozen vanaf maart 1943 geen vrouwen in Duitsland meer tewerk te stellen. Om aan de tewerkstelling te ontkomen worden attesten van ziekte of arbeidsongeschiktheid aangeleverd. In sommige gevallen doken mensen die verplicht tewerkgesteld zouden worden onder.

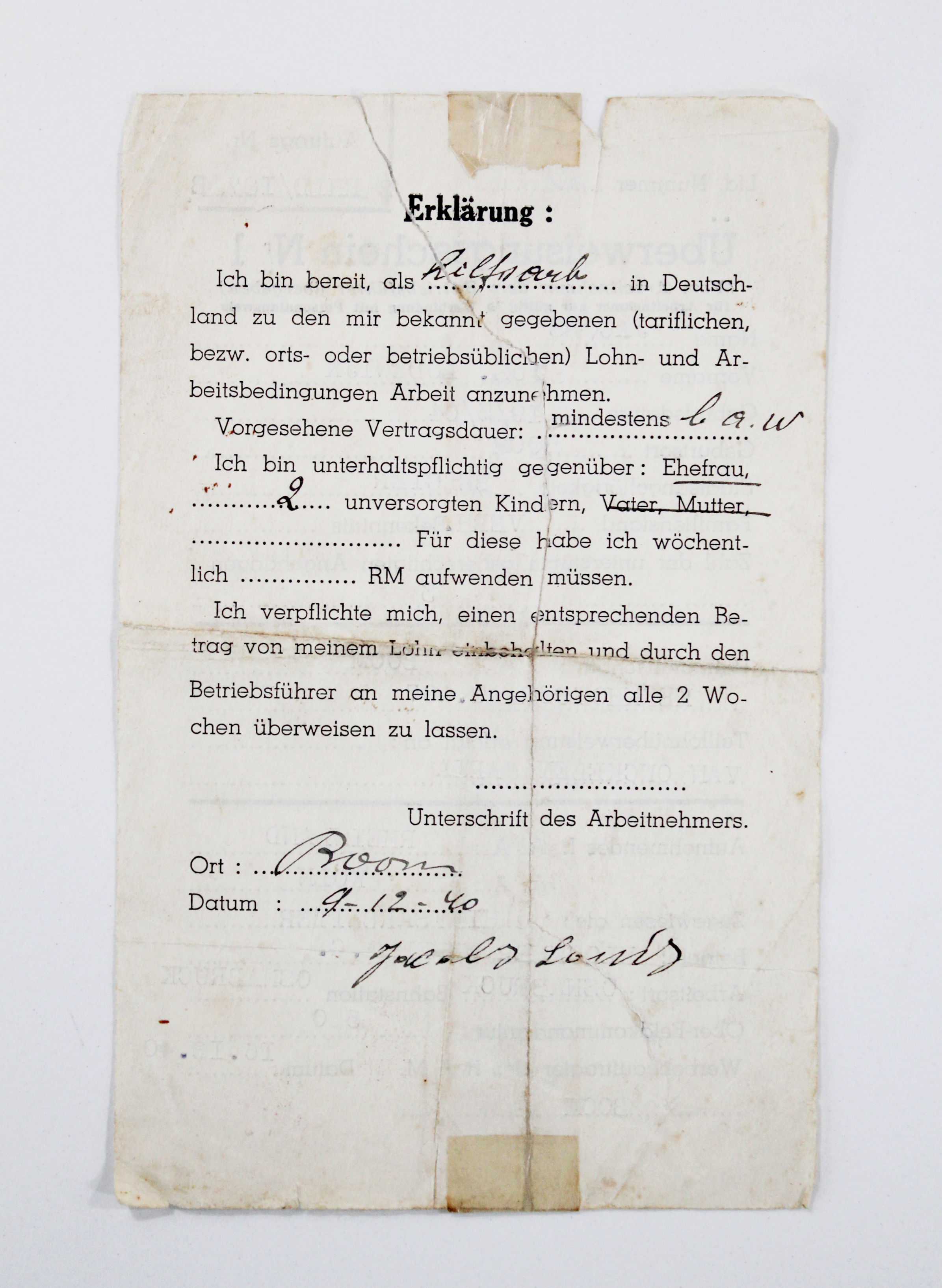
Verklaring vrijwillige arbeid in Duitsland

### Duitslandgangers
Tussen juni 1940 en september 1942 vertrokken ongeveer 125.000 à 135.000 vrijwillige arbeiders naar Duitsland. Er wordt algemeen aangenomen dat in totaal 200.000 Belgen tewerkgesteld zijn in Duitsland. Zij werden in Duitse fabrieken ingezet om op die manier de Duitse oorlogsindustrie te versterken. 
Om Belgen te bewegen vrijwillig naar Duitsland te vertrekken, werden bij de Gemeentelijke Arbeidsbureaus door middel van propagandaposters reclame gemaakt. Ook werden er speciale Werbestellen (wervingskantoren) opgericht die te vinden waren bij elke Oberfeldkommandantur (OFK) of Feldkommandantur (FK).
Collaborateurs die lid waren van een (para)militaire organisatie werden vrijgesteld van tewerkstelling. Ook mijnwerkers, arbeiders uit bedrijven die voor de oorlogsindustrie werkten, spoorweg- en postpersoneel, leden van de ordestrijdkrachten en studenten kregen een vrijstelling. Studenten waren wel verplicht om ten minste zes maanden in België te werken, omdat zij anders geen examen konden afleggen..
Hoe meer Belgen vrijwillig zouden vertrekken, hoe minder noodzakelijk gedwongen tewerkstelling zou worden. De arbeidsvoorwaarden in Duitsland waren aantrekkelijker dan in België en door middel van propagandafilms werd getoond hoe gelukkig Belgische arbeiders in Duitsland waren. De reis naar Duitsland was gratis en er werd gezorgd voor kost en inwoning. De arbeiders ontvingen 1/3e van hun salaris, de familie in België ontving de rest. Treinen naar Duitsland vertrokken vanaf centrale punten zoals Schaarbeek, Kortrijk en Luik. Vanaf verzamelkampen in onder andere Maagdenburg, Hannover en Berlijn ging de reis voort naar de plaats waar de tewerkstelling zou plaatsvinden.
Ook de gezinnen van Belgische arbeiders in Duitsland zouden van diverse voordelen genieten: zij kregen gratis reizen naar Duitsland aangeboden en ontvingen extra voedsel. Uiteindelijk werden deze beloften in veel gevallen niet waargemaakt. Ongeveer 4000 Belgen stierven in Duitsland tijdens hun tewerkstelling.

### Tewerkstelling van vrouwen
In totaal zijn er tussen 1 maart en 31 oktober 1942 29.950 vrouwen tewerkgesteld. Het gros van hen, 8747 personen, werkte als dienstmeisje. Daarnaast werkten ook veel vrouwen in de textielsector, metaalsector en de landbouw. In de metaalsector waren zij vrijgesteld van zware werkzaamheden zoals assemblage, maar werden zij wel ingezet voor ondersteunende taken. Daarnaast werden ook veel vrouwen ingezet in kantines of als onderhoudspersoneel. Vanaf maart 1943 werden er geen vrouwen meer tewerkgesteld in Duitsland.